# ضروريات الجودة
ضرورات الجودة هي خاصية لشريحة أو تركيب أو تركيب فرعي أو منتج أو عملية وتعني حرفيًا العناصر الحرجة المؤثرة في الجودة أو بتعبير أدق، الخصائص التي لها تأثير مباشر وملحوظ في جودتها الفعلية أو المحسوسة.